# Chris Tallman
Chris Tallman, född 22 september 1970 i Madison i Wisconsin, är en amerikansk skådespelare och komiker. 
Tallman är mest känd för att ha synts i Comedy Central-serierna som Crossballs och Reno 911!. Han är skaparen av Channel 101-serien Time Belt, som han (utöver sitt skapande) även har skrivit, regisserat och producerat (som medproducent). Han har också medverkat som gästskådespelare i många TV-serier, såsom House, Parks and Recreation, Emily's Reasons Why Not, How I Met Your Mother, The Sarah Silverman Show och Kungen av Queens. Tallman har också spelat rollen som Hank Thunderman i Nickelodeon-serien The Thundermans.

## Filmografi (i urval)

### Filmer
- 2006 – Rescue Dawn
- 2007 – Reno 911!: Miami

### TV-serier
- 1999 – Diagnos mord (TV-serie)
- 1999 – Angel (TV-serie)
- 2003–2009 – Reno 911! (TV-serie)
- 2006 – Emily's Reasons Why Not (TV-serie)
- 2006 – House (TV-serie)
- 2006 – Jimmy Kimmel Live! (TV-serie)
- 2007 – Kungen av Queens (TV-serie)
- 2007 – Back to You (TV-serie)
- 2007 – The Sarah Silverman Program (TV-serie)
- 2008 – How I Met Your Mother (TV-serie)
- 2009 – Cityakuten (TV-serie)
- 2009 – The Mentalist (TV-serie)
- 2009 – Parks and Recreation (TV-serie)
- 2010 – Miami Medical (TV-serie)
- 2011 – Bones (TV-serie)
- 2011 – The League (TV-serie)
- 2013 – Community (TV-serie)
- 2013 – Rizzoli & Isles (TV-serie)
- 2013–2018 – The Thundermans (TV-serie)
- 2014 – Det hemsökta huset (TV-serie) (crossoveravsnitt med The Thundermans)
- 2019 – Knight Squad (TV-serie)